# British Aerospace P110
Die British Aerospace P110 (kurz BAe P110) war ein nicht verwirklichtes, einsitziges und zweistrahliges Flugzeugprojekt des britischen Herstellers British Aerospace, das den Jagdbomber SEPECAT Jaguar ersetzen sollte.

## Geschichte
Dieses Projekt startete 1969 als Air Staff Target 396 (AST 396). Danach wechselte die Bezeichnung noch mehrfach, das Projekt wurde auch als AST 403, später als European Combat Aircraft (ECA) und erst schlussendlich als BAe P110 bezeichnet. Als klar war, dass die P110 nicht in ihrer geplanten Form gebaut werden würde, entwickelte man in Großbritannien das Nachfolgeprogramm Advanced Combat Aircraft (ACA), woraus über das British Aerospace Experimental Aircraft Project die britische Beteiligung am Eurofighter Typhoon wurde.
Die Industrie konzipierte die BAe P110 im Hinblick auf zukünftige Anforderungen. Die BAe P110 wurde von der Industrie ohne staatliche Unterstützung finanziert, um die Anforderungen des Vereinigten Königreichs und der überseeischen Regierungen (besonderes in Bezug auf die Staaten des Commonwealth of Nations) zu erfüllen. Es wurde auch als Mittel gesehen, um die Fähigkeiten und Ressourcen der Branche in den kommenden Jahren bestmöglich zu nutzen und nach Ende der Produktion des Tornado eine weitere Auslastung der Produktionsstätten zu erhalten. Unter den beteiligten Unternehmen hätten sich British Aerospace, Rolls-Royce, Lucas Aerospace, Smiths Industries, Marconi und Dowty (heute Teil von Safran) sowie Ferranti befunden.

## Wirtschaftlicher Hintergrund
Die Industrie sah dieses Flugzeug als drittes Mitglied einer Familie von Kampfflugzeugen, die auf der Tornado-Technologie basieren, aber über den Tornado hinaus bedeutende technologische Fortschritte aufweisen sollte. Das Projekt war als zweistrahliger, einsitziger Jagdbomber geplant, der von einer verbesserten Version des Turbo-Union RB199-Triebwerks des Tornado angetrieben werden sollte. Etwa 40 % der Flugzeugzelle des P110, einschließlich der Tragflächen, sollten aus Kohlefaserverbundwerkstoffen bestehen und das Flugzeug sollte über ein aktives „Fly-by-Wire“-Steuersystem verfügen. In beiden Punkten hätte das Projekt von den Fortschritten profitiert, die in diesen beiden Bereichen von BAe erreicht worden waren.
Das Vertrauen von British Aerospace, dass die BAe P110 ein Verkaufsschlager werden könnte, zeigte sich an den bereits von allen Beteiligten in die BAe P110 investierten Mitteln, wobei British Aerospace bis 1982 bereits 9 Millionen Pfund investiert hatte. 1982 wären die Kosten für das Projekt ohne ein Engagement der Regierung schnell inakzeptabel geworden, weshalb eine frühzeitige Absichtserklärung unabdingbar war. Darüber hinaus hingen bis zum Ende des Jahrzehnts mindestens 50.000 Arbeitsplätze in der Luft- und Raumfahrtindustrie und ihren Zulieferern in der Liefer- und Dienstleistungsbranche von dem Projekt ab.
Ferranti war an vielen Technologien beteiligt, die bei der Ausstattung de BAe P110 zum Einsatz gekommen wären, darunter das Trägheitsnavigationssystem, die fortschrittlichen elektronischen und beweglichen Kartenanzeigen, die Laser-Zielgeräte und das Radar. 

## Technik
Die BAe P110 verfügte über Canards auf mittlerer Höhe direkt hinter den Lufteinlässen, tief liegende Doppeldelta-Tragflächen und quadratische seitliche Lufteinlässe, zwei nach außen geneigte Seitenleitwerke und ein konventionelles Fahrwerk mit je einem einräderigen Hauptfahrwerk. Auf Zeichnungen wird das Bugfahrwerk mit einem Rad dargestellt, beim gebauten Modell (Maßstab 1:1) wurde das Bugfahrwerk mit zwei Rädern versehen. An den Flügelspitzen war jeweils eine infrarotgelenkte Luft-Luft-Rakete angebracht. Die Bordkanone war in den Rumpf integriert, die Mündung befand sich an der rechten Rumpfunterseite vor dem Hauptfahrwerk. Unter dem Rumpf konnten radargesteuerte Luft-Luft-Mittelstreckenraketen angebracht werden. Unter den Flügeln waren zudem Stationen für Zusatztanks, Behälter mit ungelenkten Luft-Boden-Raketen sowie Doppelträger mit ungelenkten Freifallbomben vorgesehen. Das Cockpit verfügte über ein Head-up-Display und Multifunktionsanzeigen.